# Vattarfjörður
Der Vattarfjörður (isl. Handschuhfjord) ist ein Fjord in den Westfjorden von Island.
Der Fjord bildet den breiten Absatz des stiefelförmigen Skálmarfjörðurs, ist bis zu 2 km breit und reicht 2,5 km weit in das Land.
Er wird ganz vom Vestfjarðavegur  umrundet, der inzwischen ganz asphaltiert ist.
Innen im Vattarfjörður gibt es noch die alte Brücke aus dem Jahr 1982 bei dem Þingmannatjörn.